# Gruta de São Pedro
A Gruta de São Pedro é uma formação geológica portuguesa localizada na freguesia dos Fenais da Luz, concelho de Ponta Delgada, ilha de São Miguel, arquipélago dos Açores.
Esta cavidade apresenta uma geomorfologia de origem vulcânica em forma de tubo de lava localizado em arriba.
Este acidente geológico apresenta uma largura máxima de 6 m. por uma altura também máxima de 12 m.